# Alexandru Pereș
Alexandru Pereș (n. 20 decembrie 1952, Bistrița, România), este senator de Alba din partea PNL. Din 18 decembrie 2008 până în 2012 a îndeplinit funcția vicepreședinte al Senatului României din partea PDL.

## Originea și studiile
Tatăl său, Alexandru Pereș (Peres Sándor), a fost șeful Securității județului Cluj în timpul regimului comunist, calitate în care a coordonat urmărirea politică a disidentei Doina Cornea.
Alexandru Pereș jr. a absolvit în anul 1976 Institutul Agronomic Dr. Petru Groza din Cluj și a primit repartiție la Direcția pentru Agricultură a județului Alba.

## Cariera politică
La alegerile din 1996 a fost ales deputat de Alba din partea PD (pe lista USD), reales în același județ și din partea aceluiași partid la alegerile din 2000. La alegerile din 2012 a obținut un mandat de senator. La alegerile din 2016 a obținut un nou mandat de senator, din partea PNL.

## Activitate parlamentară
- Legislatura 1996-2000: Alexandru Pereș a fost ales deputat pe listele PD și membru în grupurile parlamentare de prietenie cu Regatul Belgiei și Republica Cehă. Alexandru Pereș a înregistrat 22 de luări de cuvânt și a fost membru în comisia pentru agricultură, silvicultură, industrie alimentară și servicii specifice.

- Legislatura 2000-2004: Alexandru Pereș a fost ales deputat pe listele PD și a fost membru în grupurile parlamentare de prietenie cu Republica Elenă și Republica Coasta de Fildeș. Alexandru Pereș a înregistrat 36 de luări de cuvânt și a fost membru în comisia pentru agricultură, silvicultură, industrie alimentară și servicii specifice. Alexandru Pereș a inițiat 18 propuneri legislative, din care 2 au fost promulgate legi.

- Legislatura 2004-2008: Alexandru Pereș a fost ales senator pe listele PD și a fost membru în grupurile parlamentare de prietenie cu Republica Cehă, Regatul Danemarcei și Islanda. Alexandru Pereș a înregistrat 488  de luări de cuvânt în 77 de ședințe parlamentare.  Alexandru Pereș a inițiat 53 propuneri legislative, din care 13 au fost promulgate legi.  Alexandru Pereș a fost membru în Comisia pentru agricultură, silvicultură și dezvoltare rurală.

- Legislatura 2008-2012: Alexandru Pereș a fost ales senator pe listele PDL și a fost membru în grupurile parlamentare de prietenie cu Republica Lituania, Republica Cehă, Republica Slovacă, Regatul Danemarcei și Islanda.  Alexandru Pereș a înregistrat 836 de luări de cuvânt în 52 de ședințe parlamentare. Alexandru Pereș a inițiat 55 propuneri legislative, din care 11 au fost promulgate legi.

- Legislatura 2012-2016]]: Alexandru Pereș a fost ales senator pe listele PDL iar din februarie 2015 a devenit membru PNL. Alexandru Pereș a fost membru în grupurile parlamentare de prietenie cu Republica Lituania, Republica Cehă, Republica Africa de Sud și Federația Rusă. Alexandru Pereș a înregistrat 11 de luări de cuvânt în 8 ședințe parlamentare. Alexandru Pereș a inițiat 62 propuneri legislative, din care 4 au fost promulgate legi.

- Legislatura 2016-2020: Alexandru Pereș a fost ales senator pe listele PNL.